# Recklinghausen

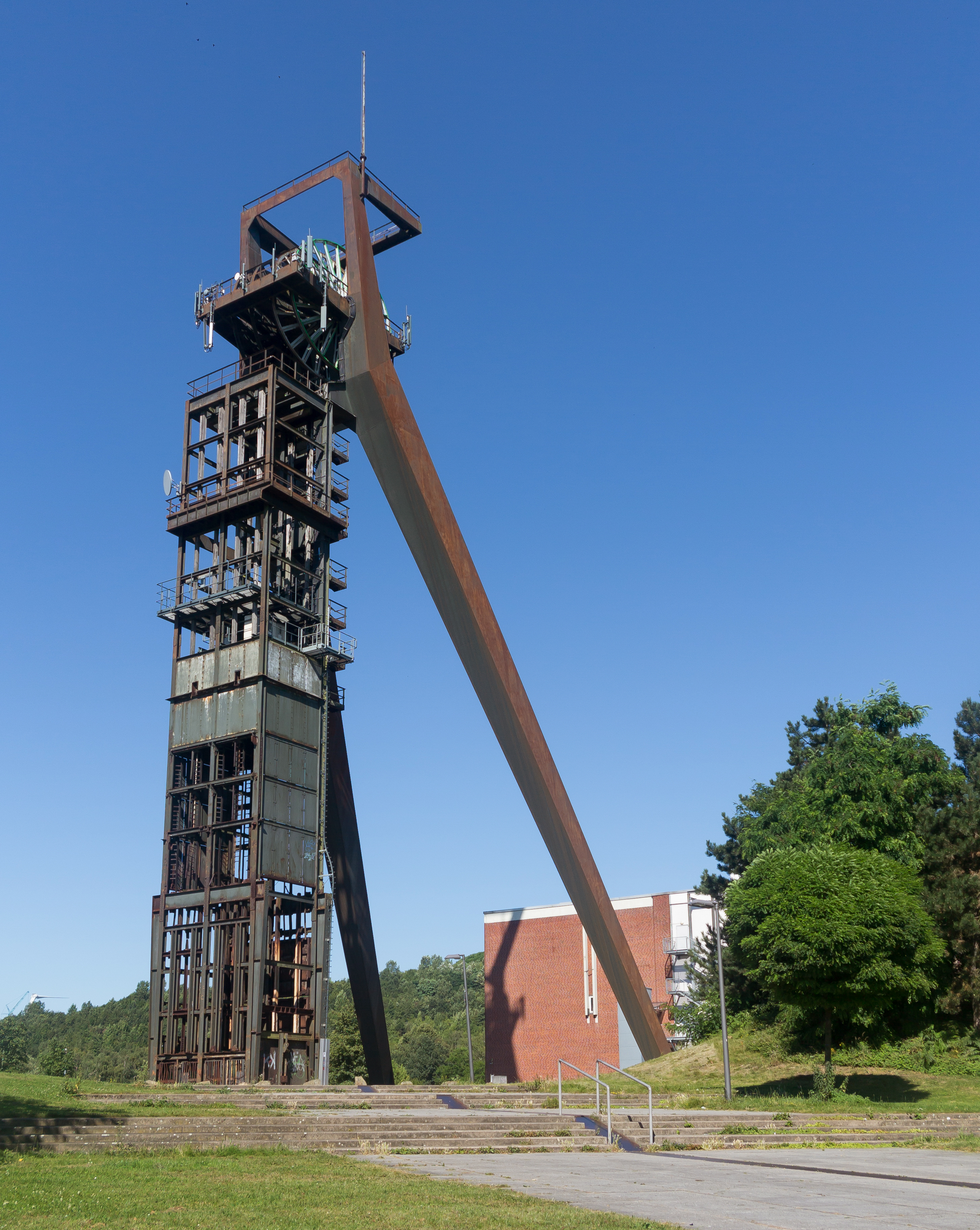
Pozo de mina: Förderturm Zeche Recklinghausen 2

Recklinghausen (pronunciación en alemán: /ʁɛklɪŋˈhaʊ̯zn̩/ⓘ) es una ciudad que se encuentra en la región del Ruhr en Renania del Norte-Westfalia, en Alemania. Recklinghausen es la ciudad que se encuentra más al norte en la región del Ruhr y linda con la zona rural de Münsterland. Mientras que el paisaje al norte de Recklinghausen se caracteriza por grandes extensiones y campos dedicados a la agricultura, las zonas al sur de la ciudad están dominadas por la industria. 
Con una población de 120.536 habitantes (31 de diciembre de 2007), Recklinghausen es la ciudad 60.ª de Alemania por su tamaño y la 22.ª de Renania del Norte-Westfalia. Es la capital del distrito de Recklinghausen.

## Historia
Villa del Electorado de Colonia, durante la guerra (1583-1588) fue tomada en 1584 por los católicos. En 1803 sería entregada al Ducado de Aremberg, en 1811 al Gran Ducado de Berg y en 1814 al Reino de Prusia.

## Ciudades hermanadas
- Preston, Inglaterra (desde 1956)
- Douai, Francia (desde 1965)
- Dordrecht, Países Bajos (desde 1974)
- Acre, Israel (desde 1978)
- Schmalkalden, Alemania (desde 1989)
- Bytom, Polonia (desde 2000)
- El Progreso, Honduras (desde 1998)

## Enlaces externos

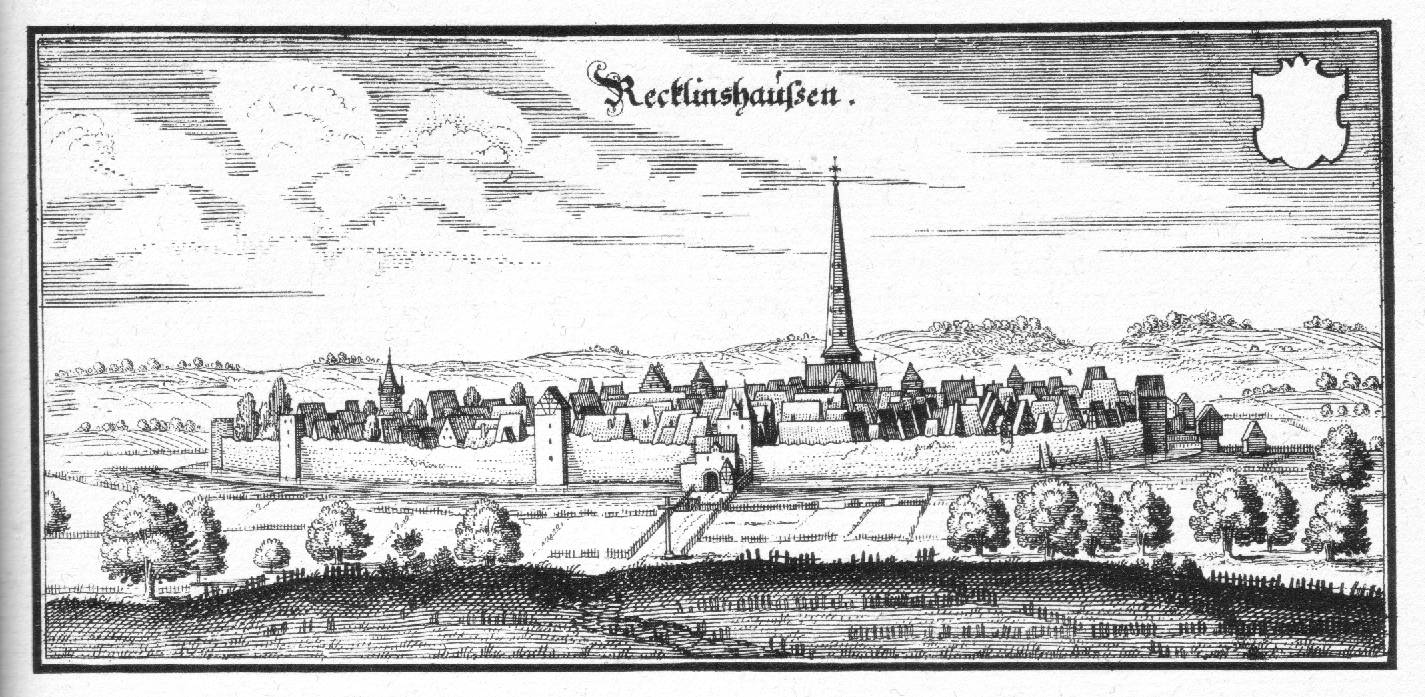
Imagen de Recklinghausen del siglo XVII.